# General Electric TF34
General Electric TF34 je americký vojenský turbodmychadlový motor užívaný na letounech A-10 Thunderbolt II a S-3 Viking. Byl vyvinut společností GE Aircraft Engines koncem 60. let 20. století. Motor se skládá z jednostupňového dmychadla, poháněného čtyřstupňovou nízkotlakou turbínou, které stlačuje vzduch vstupující do čtrnáctistupňového vysokotlakého kompresoru poháněného dvoustupňovou vysokotlakou turbínou. Spalovací komora je prstencového typu. Nominální statický tah verze TF34-GE-400A je 9 275 lbf (41,26 kN).
Varianta pro civilní trh označená CF34 je užívaná řadou business jetů a regionálních dopravních letounů.

## Použití

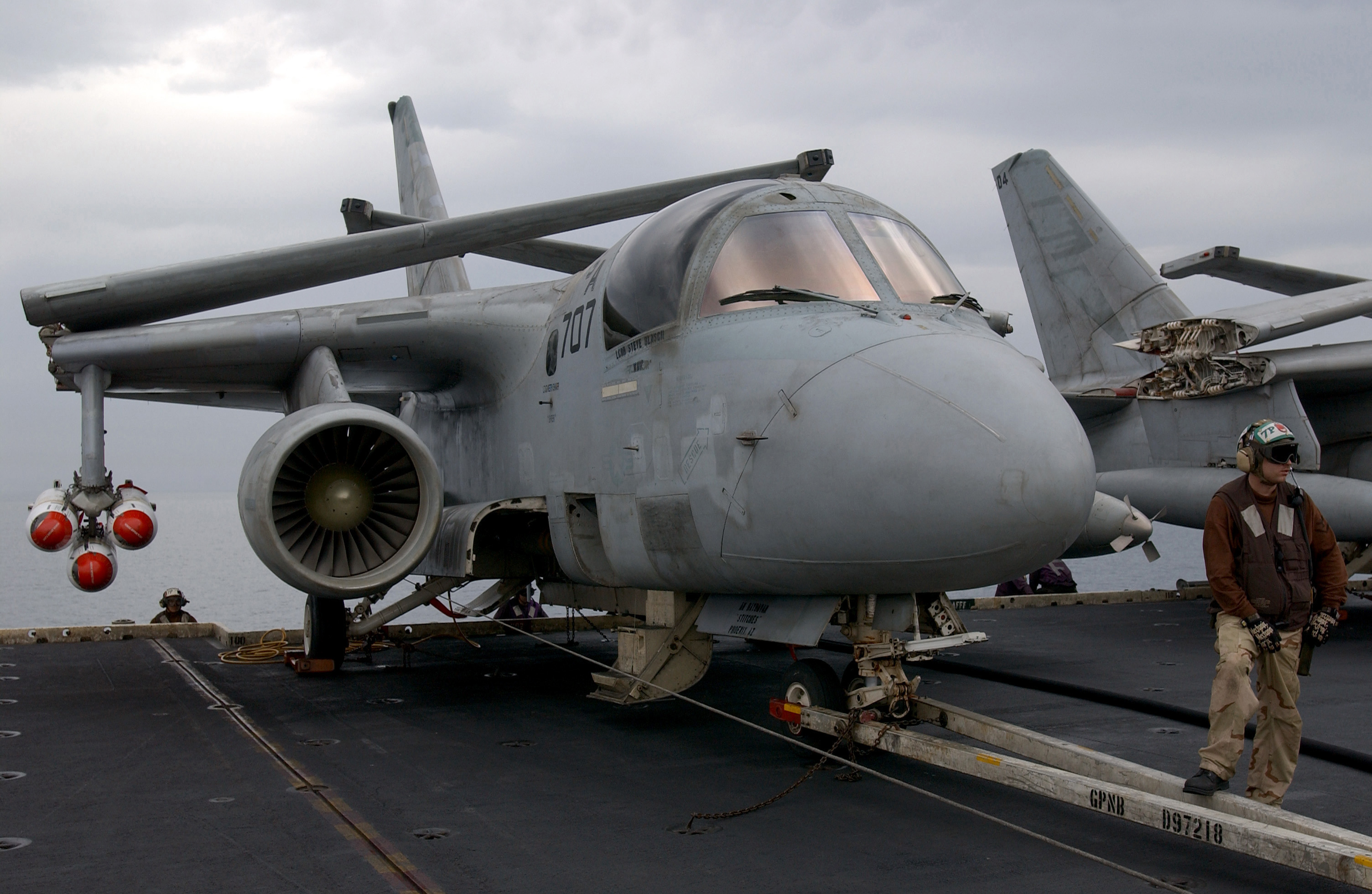
TF34 pod křídlem letounu S-3B Viking na palubě USS Kitty Hawk

- Fairchild Republic A-10 Thunderbolt II[1]
- Lockheed S-3 Viking
- Lockheed Martin RQ-170 Sentinel (možnost, oficiálně nepotvrzeno)[2]
- Sikorsky S-72

## Specifikace (TF34-GE-100A)

### Technické údaje
- Typ: dvouhřídelový dvouproudový motor s vysokým obtokovým poměrem
- Délka: 2,54 m (100 palců)
- Průměr: 1,23 m (48,5 palce)
- Suchá hmotnost: 654 kg (1 443 lb)

### Součásti
- Kompresor: jednostupňové dmychadlo, čtrnáctistupňový vysokotlaký axiální kompresor
- Spalovací komora: prstencová
- Turbína: čtyřstupňová nízkotlaká, dvoustupňová vysokotlaká

### Výkony
- Maximální tah: 40,03 kN (9 065 lbf)
- Výstupní teplota turbíny: 812 °C (1 495 °F)
- Spotřeba paliva: 1 525 kg/h (3 336 lb/h) na úrovni mořské hladiny
- Měrná spotřeba paliva: 0,371 lb/(h·lbf)
- Maximální stupeň stlačení: 27,5:1
- Poměr tah/hmotnost: 6,35:1
- Obtokový poměr: 6,22:1